# 木村浩
木村 浩（きむら ひろし、1925年3月8日 - 1992年10月30日）は、日本のロシア文学者。

## 略歴
東京府生まれ。東京外国語大学卒、出版社勤務の後、法政大学、横浜市立大学、東京大学などで講師を務める一方、ロシアの小説作品を数多く訳し、特にアレクサンドル・ソルジェニーツィンの翻訳で知られ、本人と交流があり、ソルジェニーツィンの国外追放などソ連の模様もレポートした。静岡県立大学教授在任中に急逝。ほかに北野純、北見一郎の筆名を用いていた。

## 著書
- 『ソビエトざっくばらん』（新潮社） 1963
- 『ロシア文学のふるさと』（保育社、カラーブックス)　1966
- 『ロシア文学の周辺』（読売新聞社、読売選書)　1971
- 『ロシアの美的世界』（新潮社、新潮選書）　1977
のち岩波同時代ライブラリー 1992
- 『ロシアの森』（小沢書店） 1979
- 『現代ソビエトとの対話』（TBSブリタニカ） 1980
- 『プーシキンのデスマスク』（小沢書店）　1982
- 『文学的ソビエト論』（岩波書店）　1982
- 『ロシアの心・ロシアの風景』（日本放送出版協会、NHKブックス)　1984
- 『ソ連を視る眼』（教育社）　1987
- 『ロシア文学遍歴』（岩波書店）　1989
- 『ソルジェニーツィンの眼』（文藝春秋）　1992
- 『世界の都市の物語11 モスクワ』（文藝春秋）　1992

## 翻訳
- 『宇宙探検220日』（マルチノフ(G・Martynov)、講談社、少年少女世界科学冒険全集)　1956
- 『人生にはこんなことも』（ボリス・ラスキン、生活社）　1956
- 『マリーナのバイオリン』（エムデン、講談社、世界少女小説全集)　1957
- 『両棲人間一号』（ベリャーエフ、講談社、少年少女世界科学冒険全集)　1957
- 『北国の動物たち』（アルセーネフ(Vladimir Klavdievich Arsen'ev)、講談社、少年少女世界動物冒険全集)　1957
- 『人工衛星ケーツ』（ベリャーエフ、講談社、SFシリーズ)　1958
- 『ブラチーノの冒険』（アレクセイ・トルストイ、あかね書房）　1959
- 『チベットの素顔』（オフチンニコフ、講談社）　1959
- 『森の動物新聞』（ビアンキ、あかね書房）　1960
- 『新中国の芸術家たち』（フエドレンコ、朝日新聞社）　1960
- 『わが回想 人間・歳月・生活』1 － 6 （イリヤ・エレンブルグ、朝日新聞社）　1961 － 1968
- 『アンナ・カレーニナ』（トルストイ、平凡社、世界名作全集）　1961 － 1962
のち新潮文庫（上中下） 改版2012
- 『宇宙紀元ゼロ年』（ビタリ・メレンチェフ、岩崎書店）　1961：北野純名義
- 『ふらんすノート』（エレンブルグ、岩波新書）　1962
- 『暴虐の人スターリン』（バーナード・ハットン(J・Bernard Hutton)、新潮社）　1962：北見一郎名義
のち改題『スターリン　その秘められた生涯』（講談社学術文庫） 1989
- 『イワン・デニーソヴィチの一日』（ソルジェニーツィン、新潮文庫）1963、改版2005
- 『空飛ぶ白球』（ゲー・マルチノフ(G・Martynov)、岩崎書店、少年少女宇宙科学冒険全集）　1963：北野純名義
- 『人間の歴史 イリーン』（偕成社、少年少女世界の名著)　1964
- 『森のオオジカ・クロテン物語』（ヴィタリイ・ビアンキ、あかね書房）　1964
- 『星の切符』（アクショーノフ、集英社、世界文学全集）　1965、のち中公文庫
- 『北極への挑戦 極地パイロットの手記』（B.アクラートフ、講談社）　1967
- 『羨望』（ユーリイ・オレーシャ、集英社、世界文学全集）　1967、のち集英社文庫
- 『貧しき人びと』（ドストエフスキー、新潮社、新潮世界文学）　1968
別版に新潮文庫、「全集」新潮社
- 『煉獄のなかで』全2巻（ソルジェニーツィン、松永緑弥共訳、タイムライフインターナショナル）　1969
のち新潮文庫（上・下）、集英社「世界文学全集」
- 『白痴』（ドストエフスキー、新潮社、新潮世界文学）　1969
別版に新潮文庫（上・下）、「全集」新潮社
- 『プーシキン詩集・レールモントフ詩集』（新潮社、世界詩人全集）　1969
- 『プーシキン』（集英社、世界文学全集）　1970

エヴゲーニィ・オネーギン、大尉の娘、ベールキン物語、スペードの女王
- 『復活』（トルストイ、新潮社、新潮世界文学）　1971
のち新潮文庫（上・下）、改版2004
- 『愛について』（ワジム・フロロフ(Vadim Frolov)、岩波書店）　1973
- 『収容所群島 1918 - 1956 文学的考察』全6巻 （ソルジェニーツィン、新潮社）　1974 - 1977
のち新潮文庫 （新版・ブッキング）
- 『トルストイ 娘のみた文豪の生と死』（タチャーナ・トルスタヤ(Tatyana Tolstaya)、関谷苑子共訳、TBSブリタニカ）　1977
- 『かもめ』（チェーホフ、学習研究社、世界文学全集）　1979
- 『流刑の詩人・マンデリシュターム』（ナジェージダ・マンデリシュターム、川崎隆司共訳、新潮社）　1980
- 『ソルジェニーツィン短篇集』（岩波文庫）　1987
- 『イワンの馬鹿』（トルストイ、講談社、少年少女世界文学館）　1988、新版2011
- 『甦れ、わがロシアよ 私なりの改革への提言』（ソルジェニーツィン、日本放送出版協会）　1990

## 共編
- 『文化・文明の新しき地平』（美尾浩子、北樹出版）　1988